# Agama sankaranica
Agama sankaranica är en ödleart som beskrevs av  Paul Chabanaud 1918. Agama sankaranica ingår i släktet Agama och familjen agamer. Inga underarter finns listade i Catalogue of Life.